# اوه عشق مردمک چشم
اوه عشق مردمک چشم (به تامیلی: O Kadhal Kanmani) فیلمی محصول سال ۲۰۱۵ و به کارگردانی مانی راتنام است. در این فیلم بازیگرانی همچون دولکوئر سلمان، نیتیا منن، پراکاش راج، لیلا سامسون، کانیکا و رامیا سوبرامانیان ایفای نقش کرده‌اند.